# Triptyque de l'Assomption de la Vierge
Le Triptyque de l'Assomption de la Vierge, est une œuvre en trois panneaux, réalisée à Bruges vers 1520, et attribuée à l'artiste peintre flamand Adriaen Isenbrant (1480/90-1551) qui aurait reçu le concours de Gérard David (1455-1523). Déclaré Trésor national en 2001, et acquis par le Musée de Cluny en 2004, le triptyque est une œuvre exceptionnelle, témoin de l'art flamand dans l'État bourguignon et les Pays-Bas des Habsbourg au XVIe siècle.

## Caractéristiques de l'œuvre
Il s'agit d'un triptyque, de 115 cm de haut, 86 cm de large pour le panneau central et 37 cm pour chacun des deux volets. Il est peint à l'huile sur du bois de chêne.

## Une œuvre à deux mains?
Le triptyque a d'abord été attribué à Gérard David par James Weale en 1896, puis au Maître de Notre-Dame des Sept Douleurs. Ce dernier fut identifié en 1902 par Georges Hulin de Loo au peintre Adriaen Isenbrant, actif à Bruges vers 1510-1551. En 2006, Philippe Lorentz a proposé une possible contribution de Gérard David au triptyque attribué à Isenbrant.

## Acquisition pour le Musée national du Moyen Âge
Autrefois dans la collégiale du Château de Grancey en Côte d'Or depuis au moins la fin du XIXe siècle, le triptyque fut prêté par ses propriétaires au Musée des beaux-arts de Dijon pour y être exposé au public de 1940 à 1958, puis lors d'une exposition à Bruges en 1998.
Le triptyque a été acquis du cabinet Eric Turquin, le 17 mai 2004, par le fonds du patrimoine du Ministère de la Culture et de la communication, après avoir été déclaré Trésor national, en juillet 2001 et donc interdit temporairement de sortie du territoire.